# Verde bosque (canción)
«Verde bosque» es una canción compuesta e interpretada por el músico argentino Luis Alberto Spinetta, incluida en su álbum solista Fuego gris editado en 1993, a su vez banda de sonido de la película homónima (1994) del director Pablo César.
El tema es ejecutado exclusivamente por Spinetta.

## Contexto
Spinetta venía de tres álbumes de estudio sucesivos premiados como los mejores del año (Téster de violencia en 1988, Don Lucero en 1989 y Pelusón of milk en 1991). En 1991 y 1992 Spinetta se apartó relativamente de los músicos de su banda y se refugió en el espacio privado de su familia. A fines de 1990 su esposa Patricia había quedado embarazada de Vera y tanto su embarazo como su nacimiento fue un acontecimiento vivido personalmente por todos los miembros de la familia. En ese contexto Spinetta compuso y grabó en el estudio de su casa (Cintacalma) Pelusón of milk, un título que remite directamente a esa situación y al año siguiente Fuego gris, una obra que también trata de la introspección.
El mundo comenzaba a transitar los primeros años de la década del '90, caracterizada por una mayor valoración social de lo privado -incluyendo el proceso de privatizaciones-, la riqueza y la fama, impulsada por un gran desarrollo de los medios de comunicación.
Argentina vivía los primeros años de lo que se denominó el menemismo, que luego de terminar con largos años de alta inflación con el Plan de Convertibilidad, inauguró un fenómeno conocido como farandulización de la política, en la que aparecían estrechamente vinculados los negocios privados, los políticos y las figuras famosas de la televisión y el deporte.

## El álbum
Las diecisiete canciones del álbum siguen el derrotero de una adolescente sin nombre a la que Spinetta bautizó Milita, que vive en un mundo de violencia y desamparo, donde el diálogo y la comunicación entre las personas no existe. Milita ha sufrido el abuso de su violento padre y la locura de su madre. Al no poder entrar al recital de su héroe roquero Kakón el Griego -kakón en griego significa "mal bello"-, personaje que debía interpretar Spinetta y finalmente no pudo hacerlo, cae por una alcantarilla a las cloacas de la ciudad. Allí se encuentra con un mundo onírico de monstruos y horrores, en el que debe buscar un sentido para su vida, en una suerte de "escape hacia el alma", como se titula la primera canción. El alma es precisamente uno de los conceptos a los que Spinetta más recurre en la poesía del álbum, fortaleciéndola con nociones de las filosofías orientales como el nirvana y lo zen.

## El tema
El tema es el cuarto track del álbum solista Fuego gris, banda sonora del "drama-rock" cinematográfico del mismo nombre, dirigido por Pablo César.
La idea fuerza de la canción es la frase inicial "Nena, tu cabeza va a estallar", que alude a un momento crucial en la vida de la mujer a la que está dirigida. Spinetta habla en la letra de un "bosque verde" que se encuentra "debajo del monte", en el que las sombras son el alma de la joven. De este modo la canción se conecta con la primera del álbum, titulada "Escape hacia el alma". La canción finaliza diciendo que "han vaciado el mundo" y proponiéndole llenar ese vacío inventando un Dios íntimo: 

Nena, tu cabeza va a estallar
Nena, tu cabeza va a estallar
Han vaciado el mundo,
pronto nena
llena el hueco
inventa un Dios...
Nena, tu Dios es íntimo.
Nena, tu Dios es íntimo.
Verde bosque

El tema fue compuesto muchos años antes, la interpretó en la presentación del disco Artaud, en el teatro Astral, el 28/10/1973. Existe una grabación de ese concierto y Spinetta la presenta como "nena, tu cabeza va a estallar"

## Película
La canción se corresponde con la quinta serie de escenas de la película (minuto 19:00 a 24:30). La protagonista sin nombre -llamada Milita por Spinetta- camina por una calle llena de indigentes y marginales para ir al recital de Kakón el Griego. En la puerta hay un afiche de Kakón, que es un dibujo de Spinetta con un embudo como gorro. La protagonista no puede entrar porque no hay más localidades y un custodio la empuja para evitar que avance. Mientras es empujada pierde el pie en una alcantarilla y cae a las cloacas. En ese momento empieza el tema musical. La protagonista se encuentra en un mundo sucio, con sustancias pegajosas y arañas. Allí ve a un extraño ser informe que saca un ojo de su interior y lo estira para verla. Luego tres hombres-demonios la atacan y manosean. Uno de ellos lleva un cuchillo-pene, otro un grillete y el tercero un puñal. La protagonista se resiste, hasta que finalmente logra escapar de los hombres-demonios, cuando uno de ellos en medio de la lucha, le corta una mano a otro.